# Ramón Evaristo
Ramón Evaristo   (1909 - 1990) (Conca (Castella - la Manxa), 14 d'octubre – Barcelona, Barcelonès, 10 de febrer), va ser un bandista i violinista espanyol amb seu a Barcelona. Als anys quaranta i cinquanta, la seva orquestra va ser un dels grups de música de saló més populars de Catalunya, tocant jazz, pasdobles i música llatinoamericana com la rumba i el tango. Com a compositor, Evaristo va escriure diverses cançons populars, particularment fox-trot.
Evaristo va assumir el violí als 7 anys i va fer diversos cursos de música a Granada abans de traslladar-se a Barcelona als 11 anys. El 1932 va esdevenir membre fundador del conjunt de jazz amateur Orquestra Royaltie (més tard coneguda com a Orquestra Creació), amb seu a Vilafranca del Penedès. Durant la Guerra Civil espanyola, va lluitar per l'Exèrcit Popular de la República, derrotat el 1939. El nou govern el va obligar a traslladar-se a Las Hurdes, Extremadura, però va tornar a Barcelona poc després.
Va fundar la seva pròpia orquestra el 1940, amb el saxofonista José Llata, el clarinetista Adolf Ventas i cantants com Rina Celi, Enrique del Caro i Pere Bonet Mir conegut com a Bonet de San Pedro. El 1941, el trompetista/violinista José Puertas es va incorporar a la banda després d'abandonar un altre conjunt popular de l'època, Orquestra Plantación. L'orquestra d'Evaristo competiria amb la d'un company de violinista Bernard Hilda a la Barcelona dels anys quaranta. Evaristo també va tocar en combos de jazz menors al costat del pianista Lleó Borrell. A partir dels anys seixanta, la popularitat d'Evaristo va disminuir. Va interpretar la seva última actuació a Torelló el 1982 en un concert d'homenatge a Duke Ellington.